# Teatr Miejski w Nysie
Teatr Miejski w Nysie – funkcjonujący do II wojny światowej niemiecki wielodziałowy teatr regionalny. Odbudowany po 1960 budynek teatru użytkowany jest przez Nyski Dom Kultury.
Wcześniejszy budynek teatru znajdował się przy ulicy Wałowej, działał jeszcze przed 1823 rokiem. Kolejny Teatr Miejski zbudowano w latach 1851–1852. Budynek mieścił 800 widzów na parterze i balkonach oraz posiadał obrotową scenę. Otwarto go 14 października 1852 r. wystawiając sztukę pt. „Warkoczem i mieczem” autorstwa Gutzkowa, a następnego dnia operę „Martha”. Teatr pod koniec XIX wieku wystawiał tylko sztuki teatralne; opery i operetki grywano jedynie przez jeden miesiąc w roku.
Do opery i operetki na stałe wrócono od 1918 roku, przy czym orkiestrę liczącą 18 muzyków utrzymywało miasto Nysa. W latach dwudziestych drugim kapelmistrzem był przyszły kompozytor Michael Jary.
25 listopada 1942 w pierwszym dniu Niemieckiego Tygodnia Eichendorffa miała miejsce prapremiera sztuki „Der ewige Taugenichts” Franka Thießa inspirowana tekstem „Z życia nicponia” Eichendorffa. Wystawienie jej planowano pierwotnie na 10 marca 1941 - 153 rocznicę urodzin poety.
Zniszczony w czasie II wojny światowej teatr odbudowano, jednak nie przywrócono już w nim stałej działalności teatralnej.